# 黄文平
黄文平（？—），男，中华人民共和国政治人物，曾任中央机构编制委员会办公室副主任，第十二届全国政协委员。